# Sevastopolj
Sevastopolj, Sevastopol, u hrvatskim izvorima također i kao Sebastopolje i Sebastopolj (ukrajinski/ruski: Севастополь, krimskotatarski: Aqyar) je grad na zapadnoj obali poluotoka Krima u središtu Crnog mora. U administrativnom smislu grad Sevastopolj je izdvojen iz Autonomne republike Krim, i pod direktnom je upravom ukrajinske metropole Kijeva i samog predsjednika Ukrajine. 
Dana 18. ožujka 2014 nakon referenduma, poluotok Krim se priključio Ruskoj Federaciji. Ovaj čin Ukrajina, EU, SAD i ostale države smatraju nezakonitim jer je prekršeno međunarodno pravo i ustav Ukrajine. Spor poznatiji kao Ukrajinska kriza 2014. je i dalje u tijeku.

## Stanovništvo
Prema popisu stanovnika iz 2007. godine, u Sevastopolju živi 379.200 građana, što ga čini najmnogoljudnijim gradom Krima i 15. po redu u cijeloj Ukrajini. U Sevastopolju većinu stanovnika čine etnički Rusi s oko 71,6%, zatim Ukrajinci s 22,4% i Bjelorusi s 1,6%, dok ostalih manjina ima manje od 1%. 
Službeni jezik u gradu je ukrajinski i njime se koristi uglavnom gradska administracija i slične gradske ustanove, dok je svojom uporabom ruski jezik ostao primarni jezik gotovo svih stanovnika grada.

## Zanimljivosti
Sevastopolj predstavlja važno središte za proučavanje pomorske biološke raznolikosti. Posebno je razvijen trening s morskim životinjama delfinima, koji se ondje uzgajaju u vojne svrhe još od Drugog svjetskog rata. Delfini su nakon rata imali trajne poduke za pomaganje sovjetske vojske u slučaju izbijanja novog svjetskog rata, a danas su aktivni u sklopu ukrajinskih lječilišnih kompleksa. 
Grad je također poznat zbog ruske Crnomorske flote koja ondje prema posljednjem Harkivskom sporazumu treba boraviti do 2042. godine.

## Porijeklo imena
Za Krimskog Kanata na mjestu grada nalazila se mala tatarska tvrđava pod imenom Ahtiarom. Prema turskom i tatarskom jeziku grad Sevastopolj se imenovao kao Akjar (Akyar, Aqyar). Ime Sevastopolj gradu je 1784. nadjenuo ruski carski general Grigorij Potemkin, koji ga je te godine nanovo osnovao.
Riječ Sevastopolj je složenica dviju grčkih riječi: sevastos (σεβαστóς) = car, veličanstvo, svjetlost i polis (πóλις) = grad. Sevastopolj bi dakle bio carski ili veličanstveni grad. Za antičkog Rima, dva naselja nosila su ovo ime; jedno u Maloj Aziji, a drugo u Trakiji. 

## Zemljopis i klima
Sevastopolj se nalazi na jugozapadu poluotoka Krima u sklopu Ukrajine. Veliki zaljev dijeli grad na južni i sjeverni dio. U južnom dijelu nalazi se centar grada, razmješten na više brježuljaka. 
Klima u gradu Sevastopolju je mediteranska. Planine štite grad od hladnijih zračnih strujanja sa sjevera. Godišnja količina oborina se kreće između 500 i 700 milimetara. Ljeti se temperature penju do 40 °C, ali uz uvijek prisutan i laki povjetarac s mora. Zimske temperature kreću se između -2 °C i 7 °C. Mnoge luke u Crnom moru se tijekom zime često zalede, ali sevastopoljska ne.

## Povijest grada
Priobalje Krima naselili su grčki kolonisti još početkom VII. st. pr. Kr. U blizini današnjeg centra grada, grčki kolonisti iz grada Mileta su sagradili naselje, a od V. st. pr. Kr. doseljenici iz grada Herakleja Pontika pretvorili su tvrđavu Kalamita u najznačajnije naselje na Tauridi (tadašnje ime Krima). Za vrijeme rimske i bizantske dominacije, grad i čitav poluotok Krim bili su naseljeni većinom grčkim ili greciziranim stanovništvom. Nakon najezde Tatara u XIV. st., grad je postao tipično orijentalno naselje pod imenom Ak-Jar. 
Godine 1783. grad je nanovo imenovan kao Ahtijar, sve dok Ruski imperij nije ponovno anektirao poluotok Krim i veliki broj novonaseljenih ruskih, ukrajinskih i bjeloruskih stanovnika.  Naredbom carice Katarine II., iz 1784., trebalo je podići novu tvrđavu što je povjerila svom miljeniku carskom generalu Grigoriju Potemkinu, koji je podigao novi grad i nazvao ga Sevastopolj. Sevastopolj je uz Kronštat i Gibraltar postao jedna od najznačajnijih pomorskih utvrda u Europi.
Zbog svog izuzetnog vojnog značaja, Sevastopolj je bio glavni cilj borbi za Krimskog rata (1854. – 1855.). Nakon jedanaest mjeseci opsade, grad se predao 8. rujna 1855., napadačima; Britancima, Francuzima, Sardima i Turcima, ali totalno razrušen. Za vrijeme Drugog svjetskog rata Sevastopolj je doživio sličnu sudbinu. Njemačke jedinice zauzele su ga 1. srpnja 1942. nakon izuzetno teških borbi 1941. i 1942. godine te je tako u cijelom gradu ostalo samo 9 neoštećenih zgrada. 
Etnički Rus i sovjetski lider Nikita Hruščov, s ciljem stjecanja veće popularnosti među vlastitim ukrajinskim biračkim tijelom, 1954. godine je vratio rusku Krimsku oblast i luku Sevastopolj u sastav sovjetske Ukrajine pod parolom bratstva između ruskog i ukrajinskog naroda, nerazmišljajući da bi se nacionalno orijantirana Ukrajina jednog dana mogla osamostaliti, što bi važno vojno središte Rusije moglo dovesti u neočekivane probleme.
Do 1991. Sevastopolj je bio uglavnom zatvoreni grad, odredište ruskih vojnih oficira i njihovih obitelji. Ugovorom s Rusijom, koji vrijedi do 2017., Sevastopolj je određen kao zajednička luka ruske i ukrajinske Crnomorske vojne flote. Grad je danas pod direktnom upravom Ukrajinske vlade, a ne Autonomne republike Krim. U Ukrajini samo još grad Kijev ima ovakav poseban status.

## Crnomorska vojna flota
Danas u gradu Sevastopolju živi oko 30.000 ruskih časnika i mornara s članovima porodica, koji žive i rade u sklopu ukrajinsko-ruskog vojnog ugovora s ciljem održavanja ruske Crnomorske vojne flote koja predstavlja jednog od najvećih poslodavaca u gradu. Održavanje ruske vojne flote u luci Sevastopolja puni proračun grada za gotovo 25% i prema sporazumu Rusija uplaćuje dodatnih 97 milijuna američkih dolara za najam ukrajinske luke. 
Od 2004. godine, ukrajinska je vlada često kritizira ruske vlasti da je cijena za najam suviše preniska i da ne podmiruje osnovne troškove. Ujedno se vlast Kijeva žalila da se obvezni troškovi grada i osiguranih ne uplaćuju redovito kako to predviđa sporazum. Zbog tih i političkih razloga, u kojma se tvrdi da flota provocira političku nestabilnost u Ukrajini, ukrajinske vlasti do 2010. nisu namjeravale produžiti ukrajinsko-ruski vojni ugovor nakon dogovrene 2017. godine, kada prema sporazumu ruska vojna flota u potpunosti mora napustiti teritorij Ukrajine.
Prema pojedinim istraživanjima, građani Sevastopolja ne žele vojne baze u svome gradu, ali postoji velika bojaznost da će odlaskom ruske vojne flote biti naglo povećan broj nezaposlenih. Na tim je pitanjima od 2004. aktivno radila ukrajinska vlada na čelu s predsjednikom Viktorom Juščenkom koja je na cijeli Krim dovodila strani, uglavnom europski kapital, koji je trebao kroz sljedeći period otvoriti nova radna mjesta i prekvalificirati radnu snagu, uglavnom prema uslužnim (turističkim) djelatnostima. 
Do 2010. godine ukrajinske vlasti poluotok Krim vidjele su isključivo kao turističko odredište Europljana i u bližoj budućnosti namjeravale su u potpunosti demilitizirati cijeli Krim. Izmjena takve politike uslijedila je u travnju 2010. kada je novoizabrani ukrajinski predsjednik Viktor Janukovič na veliko negodovanje ukrajinske populacije sklopio Harkivski sporazum čime je ruskoj crnomorskoj floti dopušten boravak u gradu Sevastopolju sve do 2042. u zamjenu za 30% jeftiniji energent plin.

## Vanjske poveznice
- Službene stranice grada  Arhivirana inačica izvorne stranice od 28. siječnja 2013. (Wayback Machine)
- Informativna stranica grada  Arhivirana inačica izvorne stranice od 15. prosinca 2018. (Wayback Machine)